# 黒神
『黒神』（くろかみ）は、原作・林達永（）、作画・朴晟佑（）、脚本協力・川美我（）（第22話から）による日本の漫画作品。『ヤングガンガン』（スクウェア・エニックス）にて、2004年創刊号から2012年13号まで連載された。2012年6月時点で単行本の累計発行部数は160万部を突破している。
2009年1月から6月までテレビアニメが放送された。

## あらすじ
母親を事故で亡くした伊吹慶太（いぶき・けいた）は、ある夜、上位元神霊（じょういもとつみたま）であるクロと出会う。しかし、クロを抹殺しようとする謎の男に襲われ、左腕を吹き飛ばされてしまう。クロは慶太を死なせないために、自分の左腕と交換し、契約を結ぶ。そして、慶太とクロを取り巻く状況は急変していく。

## 登場人物
表記される声優は、日本版 / 韓国版 / 英語版とする。

### 主要人物
クロ
声 - 下屋則子 / チョン・ミスク / ローラ・ベイリー
種族：獅子神（ししがみ）一族
イクシード：「滅牙得救世（メガエグゼ）」、「犠我得救世（ギガエグゼ）」、「天雷得救世（テラエグゼ）」
身長：150センチメートル、体重：42キログラム、誕生日：11月11日、外見年齢：推定15歳、元神霊年齢：不明
本作の主人公。慶太と契約を結んだ上位元神霊。
原作
一人称は「クロ」もしくは「私」。かなり天然ボケで世間知らず。それゆえ、よく人に騙されるお人好し。基本的に誰に対しても丁寧口調で接しているが、激昂した際は少々荒い口調になる。
本来は兄である元神霊最強の男「黎真」を倒すため、放浪の旅を続けていた。イクシードの滅牙得救世（メガエグゼ）は拳に力を最大限にこめて攻撃する。シンプルだがそれだけに威力はかなり高い。また、56話では滅牙得救世をバージョンアップさせたイクシード「犠我得救世（ギガエグゼ）」が登場した。阿邏宣との戦闘による敗北で戦闘恐怖症に陥っている。
美しい女性の姿をしており、衣装もマイクロミニであるなど露出度が高い。ノーパンであるという説もある（公式ガイドブックでも「下着を穿くのは気持ち悪い」と発言している。着替えを貰った後はブルマや短パンを穿くようになった。アニメ版ではスパッツを着用している）。同じスクウェア・エニックス繋がりでアーケードカードゲーム『ロード オブ ヴァーミリオン』にてカード化されている。
アニメ版
慶太との初対面時のラーメン屋台では数十円しか所持していないにもかかわらずラーメンを注文しようとする（原作ではちゃんと料金を払っていた）など、原作以上の天然ボケかつ世間知らずとして描かれている。サブである慶太と契約してしまったために技術で勝るもテラが足りず、戦闘では不利に陥ることが多い。実際に何度か慶太はテラ枯渇で死にかけるが、慶太のルートにテラを全て奪われたあと、テラ循環の力を手に入れ、クロ自身の戦闘能力も大幅に上昇、最強の契約者を得た黎真と戦えるまでになった。
実は真神の1人の生まれ変わりであり、真神の生まれ変わりであるため、彼女の紋章は他の獅子神一族とは違う。黎真はクロを助けるために獅子神一族を裏切り、残りの真神を不完全に復活させて倒すため、各地の霊石を破壊した。
清き処での真神との戦いの途中、雷を使う真神として覚醒してしまうが、慶太との絆によって真神の力を保持したまま元神霊へと回帰する。慶太と茜のサポートを得てイクシード「テラエグゼ」（後々原作にも登場）を発動させ真神を打ち破るが、ドッペルライナーシステムの呪いはクロの中に残ってしまう。
最後には人間界からドッペルライナーシステムを隔離するため、慶太と別れて清き処に閉じこもる。数十年後、慶太が死の間際に最後のシンクロを行い、ドッペルライナーシステムの呪いを引き取り、その呪縛から解放した。

伊吹慶太（いぶき けいた）
声 - 浪川大輔、三瓶由布子（少年期・サウンドコミック）/ キム・ヨンソン / ジェイソン・グリフィス
サウザンド：「超新星儀（ノヴァスフィア）」：光の玉を放つ指輪。
本作の準主人公。原作とアニメ版の双方において、人物設定が最も異なるキャラクター。
原作
ゲームクリエイター（シナリオ担当・プロジェクトリーダー）、19歳。九州出身。
生活・金銭面で茜に大きく依存しており、一種のヒモ状態にある。クロとの契約や沖縄での戦いを経て、心身ともに成長していく。謎の男（征司の部下）に襲われ、左腕を切り飛ばされるもクロと左腕を交換し、（不本意ながら）契約を結ぶ。
少し頑固な乱暴者だが、優しい部分もある。異性の好みについては、初期に「Cカップ以下は女と認めない」と公言していたが、力を得るためにクロをレイプしかけたことがある。ナムの修行で特殊な数珠によってクロと手が繋がった状態での生活を強いられて以来、クロを女性として意識し始めるようになるが、その感情を真っ向から否定している。
アニメ版
高校2年、17歳。関東圏出身。容姿がより中性的なものに変更され、また人格面についてもナーバスな印象が強くなっている。
幼い頃に経験した母親の死と、中学生時代に起こった友人の自殺を機に、失ったときの悲しみを味わわないよう人と関わることを避けている。また、クロに対しても辛く当たることが多かったが、彼女の過去を知っていくうちに心を通わせていく。
原作同様、当初からゲーム好きな描写が散見されたものの、コンピューターゲーム製作などは行っておらず、原作でのゲーム制作仲間である阿部と窪山も登場しない。また、茜に依存しきっていた原作と異なり、彼女から擁護から自立しようとする姿勢がたびたび見受けられ、コンビニや屋台などで外食する機会の方が多い。
クロとの邂逅前後、身近にいる人物が相次いで死亡し、さらに担任教師が「黎真」側の人間だったことで、精神的に追い詰められていく。その後、征司に襲われ出血多量で力尽きるが、クロと心臓を交換してもらい契約を結んだ。元神霊の常識ではまず無いはずの「サブの契約者」であり、テラ許容量の面で他の契約者たちに大きく劣り、戦闘に勝利しても倒れたりすることが多い。テラの量は少ないが、クロに流すテラの量を操作するなどテラとの親和性は高い。
沖縄での戦いの後、半年間意識を失っていた。蔵木の策略によって自分のルートに出会い、テラを失うが、クロとテラを循環させることによって生き長らえる。蔵木と雷呀を倒したのち、清き処へと赴く。
最後の戦いとしてクロたちと共に真神に挑み、一時はクロが真神として覚醒するが引き戻し、クロ以外の二体を消滅させた。ドッペルライナーシステムの呪いがクロの中に残っていたため、別れることになる。
最終回では茜と結婚し、茜や孫共に幸せに寿命を全うした。死の間際、クロと最後のシンクロを行い、クロの中に残った呪いを引き取り、その呪縛から解放した。

佐野茜（さの あかね）
声 - 大原さやか / ハン・シンジョン / ジュリー・アン・テイラー
サウザンド：「アイオライトアビス」：サウザンドにテラを貯めて一気に放出し、元神霊に送り込む。
身長：168センチメートル、体重：48キログラム、誕生日：9月4日、年齢：21歳
番外編の主人公。高校卒業後、銀行に勤務しているOL。
原作
慶太の幼馴染。物語開始の約7〜8年前、幼くして母親を亡くした慶太を不憫に思い、その後ずっと彼の面倒を見てきた心優しい人物。
実は学生時代から慶太に想いを寄せており、第三者からの告白もすべて断ってきた経緯がある。当初はクロに対して優しく接していたが、恋敵になりそうとみるや態度を硬化させるなど、大人げない一面も見せている。
容姿端麗でスタイル抜群。母性豊かで大らかな性格だが、処女で妄想癖が強い。得意料理はロールキャベツ。毎朝律儀に慶太の世話を焼いている。「黎真」側のドッペルライナー魁音寺雪をルートにするため命を狙われていたが、実は茜がルートであり、雪がサブであった。原作では最後まで戦闘に参加していない。
後日談となる最終話では、慶太と結婚して1児を設けている。
アニメ版
ストーリー全体を通じ、原作以上にクローズアップされている。また原作に比べ、少々ドジで要領の悪い描写が目立つ。
蔵木に自分が雪のサブと騙され、魁音寺グループのビル内で軟禁状態であったが、雪と出会い、自分がルートであることを知る。その後、雪と共に生きていこうとするが、乗っていたヘリコプターが海に墜落し、行方知れずであったが、黎真の契約者として清き処に現れる。
実はクロと黎真の母が夢で見た「真神に仇なす者」で、2人のサブが死にマスタールートになったことで世界の運命を左右するほどの膨大にして最大のテラを持ち、人間としての限界を超えた「最強の契約者」となった。ヘリコプター墜落の際、黎真によって救い出されたのち、獅子神一族に代々伝わるサウザンドを渡され、自身が「真神に仇なす者」であることをはじめ真神との因果すべてを理解し、黎真と契約した。
真神の復活後、黎真とともに真神に挑み、サウザンド「アイオライトアビス」でテラを極限にまで送り込んで黎真をサポートした。真神を一時的に消し去ったが、クロが真神として覚醒したこともあって苦戦を強いられ、再生した2体の真神を倒すために黎真の必殺たるイクシード「超尋獅咆」にテラを送り込んだ。
最終回では原作同様、慶太と結婚する。その後、2人の孫を儲けるまで長生きする。
プニプニ
声 - 冬馬由美 / チョン・スッキョン / マイケル・シンターニクラス
クロと行動を共にする犬。犬種はミニチュアダックスフントらしい。空腹時のナムにイタチと間違われて食われかけたがことあるため、彼女に対して復讐心を持っている。
名前の由来は、「プニプニ製菓」という会社のダンボール箱の中で眠っていたのをクロが見つけたから。

### クロの仲間達
エクセル
声 - 田村ゆかり / ハン・ギョンファ / ステファニー・シェー
サウザンド：「方陣障壁（ヘキサ・ウォール）」：周囲にバリアを展開するペンダント。
身長：142センチメートル、体重：36キログラム、誕生日：不明、外見上の年齢：14歳
ドイツ出身。シュタイナーの契約者。人間としてのかつての名前はマリア。一見10代の少女だが、シュタイナーとの契約によって成長と老化が極端に遅くなっただけであり、実際には通常より長い時間を生きている（作中において、契約してから100年目を迎えている）。弟を殺した“アルターエゴ（逸れし者）”に復讐するため、人間としての名を捨て、シュタイナーと契約した。複数の戦闘装身具「サウザンド」を所有している。その中の一つ、「方陣障壁（ヘキサ・ウォール）」によってシュタイナーの戦闘を後方支援する。黎真との戦闘により左足を失うのと同時にシュタイナーから供給されていたテラも絶たれ瀕死となるが、水華魅が独断で契約をしたため一命を取り留めるも記憶喪失となってしまう。蔡守との戦いで記憶を取り戻し、改めて水華魅をパートナーとして魁音寺グループと獅子神一族に戦いを挑む。テラの総量を示す許容率（パイ・テラ）のレベルは高く、水華魅は全盛期の慎吾を上回る膨大さと語っている。
アニメでは第2話の後半で姿を現し、本登場は第3話から。原作と異なりシュタイナーのほか運転手役の協力者を同伴している。沖縄での戦いの後はTNOとは別行動をとり、シュタイナーの復讐のために水華魅と契約し、黎真を追い詰めるが、契約者を得た黎真に敗北する。
シュタイナー
声 - 中田譲治 / パン・ソンジュン / パトリック・ザイツ
種族：ゲルマン・ハイ・カウンシル一族
イクシード：「STAMPEDE（スタンピード）」
身長：198センチメートル、体重：105キログラム、誕生日：不明、外見年齢：推定40歳、元神霊年齢：不明
元神霊一族で組織される欧州連合“The Noble One（ザ・ノーブル・ワン）”に属する上位元神霊。エクセルともに来日した。日本でのアルターエゴ多発現象を調査し、茜に接触を図る。イクシードのスタンピードは、本体と同じ質量・同レベルのパワーを持つ分身4体を出現させ、敵を攻撃する。各分身体は本体の命令に従いつつ、それぞれ独自の状況判断で戦闘が可能。黎真との戦闘により致命的ダメージを受け、最後の「スタンピード」で水華魅にエクセルを託して消滅。
エクセルと恋愛関係にあったことから水華魅にはロリコン呼ばわりされている。
北条水華魅（ほうじょう みかみ）
声 - 甲斐田裕子
種族：銀虎（ぎんこ）一族
イクシード：「煉攻武神（れんこうぶしん）」
身長：172センチメートル、体重：51キログラム、誕生日：不明、外見年齢：25歳前後、元神霊年齢：不明
トラブルシューターを生業としている上位元神霊。雪の依頼により茜を拉致しようと試み、クロ達と衝突する。戦闘スタイルは、クロがボクシングを基礎とした立ち技中心であるのに対し、関節技や絞め技といった超近接戦闘を得意としている。イクシード「煉攻武神」は、体組織の密度を爆発的に高める身体強化系の能力。効果持続型のイクシードであるため、戦いが長引けば契約者に大きな負担がかかる。慎吾が亡くなった後、しばらく姿を隠していたがシュタイナーとエクセルが魁音寺のビルに奇襲を仕掛けたと聞き、様子を伺っていたがシュタイナーの最後の「スタンピード」からエクセルを託され、面倒を見ることになる。蔡守との戦いでは相手をする振りをして逃げ出す算段を考えていたが慎吾の形見のフェラーリを破壊されて逆上。蔡守を叩きのめそうとするが失敗、逆に窮地に追い込まれるも記憶を取り戻したエクセルとのシンクロにより蔡守を倒す。
アニメ版では慎吾の薬と引き換えに比瑢の依頼で失敗したトライバルエンドやクロの拉致をしていた。その後、エクセルと契約し、黎真と戦い追い詰めるが、契約者を得た黎真に敗北する。
ナム
声 - ゆかな / イ・ジヒョン / エヴァ・カミンスキー
種族：山神霊（サンシンリョン）
イクシード：「百人分身（ベックインブンシン）」
サウザンド：「霊殊玉大長刀（ヨンジュオックデションイン）」
身長：165センチメートル、体重：48キログラム、誕生日：不明、年齢不詳
原作
韓国の霊山・智異（チリ）山を守護する山神霊。一人称は「私」、稀に「儂」。ボロくなった自分のお社を自分で建て直すために副業で占いをしていたが、その的中率の高さと裏腹に不必要な事も全て言うため評判が最悪で疎まれていた。とある依頼で日本のテレビ番組に出演する為に来日したが、荷物を全て盗まれて路銀も尽き餓死寸前で見つけたプニプニを食べようとしていたところをクロ達と出会い、その後は慶太の家に居候している。戦闘ではイクシード「百人分身」を発動し、その能力は読んで字の如く、多人数に分身し相手を翻弄する。接触した相手の脳に直接語りかける共鳴波音を使う。社会常識に欠けるが拾ってきた日本語の本を読んだだけで日本語を話せる語学力がある。戦闘恐怖症になったクロを復活させる為に嫌々ながら協力する。「おっぱい」を武器と考えており、慶太をその武器で窒息死寸前に追い込んだ。日本のビールはコクがあって好きらしい。10巻で性質の悪い絡み上戸が判明し、茜が犠牲になった。人間の男と結婚していた事があるらしい。
アニメ版
原作と違い出番はほとんどなく性格や性癖、趣味や特徴などもほとんど不明。代々歴史を記す祐筆という役割をもった大陸の元神霊という設定。クロ達に真神やドッペルライナーシステムの真実を教える。
織慧（おりえ）
種族：蒼鷹（そうよう）一族
蒼鷹一族族長の娘。非常に温厚な性格をしており、誰にでも敬語で話す。ゴーストに族長が殺害されたところを目撃してしまい、獅子神一族に追われているところをクロと慶太によって助けられた。
人間と元神霊の混血であり、元神霊としての能力（高い身体能力など）はほぼ皆無である。人間社会の中で生きており、聖地や清き処などは話で聞いたぐらいの知識しかない。そういった生い立ちゆえに人間を忌み嫌う舞凪を気遣っており、優司と契約するように説得した。
舞凪（マナ）
種族：紫龍（しりゅう）一族
紫龍一族の上位元神霊。髪をツインテールに結った小柄な美少女。紫龍一族にある複数の武術を統合させた帝龍流の使い手であり、シンクロ無しでクロや獅子神一族の下位元神霊を圧倒するほどの強さを持っている。
本来の帝龍流の後継者であった姉の優凪が一族の掟を破って人間の男と結婚し、人間社会に溶け込んだことが原因で、人間を忌み嫌い見下している。そのため契約など他人の力を借りることを拒絶していたが、海焔との戦いで姉の想いに触れ、その忘れ形見である優司と契約し勝利。同時に両親を亡くした勇司と優衣を引き取る。契約後も人間を見下す高飛車な態度は変わっておらず、優司と優衣にも自分と同じように振舞うことを強要している。
中谷 勇司（なかたに ゆうじ）、中谷 優衣（なかたに ゆい）
優凪が人間の男性との間に儲けた子供達で、勇司が兄で優衣が妹。共に人間と元神霊との混血であり、舞凪から見て甥と姪にあたる。
勇司は舞凪と契約する。勇司は勝ち気、優衣は大人しい性格。
小暮里央奈（こぐれ りおな）
声 - 伊藤静
アニメオリジナルキャラクター。
魅音寺グループのマスタールート。魅音寺グループの施設から逃げ出してきたところを揶雲に助けられ戦う強い力を得るために契約者になった。活発な性格だがかなり口が悪い。常にジョイジョイ（元ネタはSOYJOY）を持ち歩いている。
揶雲（やくも）
声 - 野島裕史
種族：獅子神一族
イクシード：「ランドスパウト」
アニメオリジナルキャラクター。
獅子神一族の元神霊で里央奈の契約者。クロを「姫様」と呼び敬愛している。黎真の一番弟子。イクシードの「ランドスパウト」は足にテラを込め、一撃を放つ。

### 獅子神一族・魁音寺グループ関係者
獅子神黎真（ししがみ れいしん）
声 - 小西克幸 / イ・ウォンサン / クリスピン・フリーマン
種族：獅子神一族
イクシード：「千尋獅咆（せんじんしほう）」、「超尋獅咆（ちょうじんしほう）」（共にアニメオリジナル技）
獅子神一族の長であり、クロの実兄。一人称は「私」、稀に「俺」。
原作
獅子神一族の“清き処”において、母である巫女を殺して霊石を封印したのち、淀み汚れきった人間界のテラを浄化する新聖地開闢計画（ギ・ティス・エバンゲリアス）を計画し、その成就のために暗躍している。人間界では雪と接触する前までは彼女の学校の教師を、その後は魁音寺グループの社員なっている。魁音寺の財力を得るため、雪にはサブからルートになる方法があると偽っていた。シュタイナーとの戦いでは、契約者無し、シンクロ無しの状態でエクセルとシンクロしたシュタイナーを圧倒している。清き処でクロと再会したが、真性に心臓を抜かれ、クロに一族殺害の真相を告げて死亡した。原作では最後まで誰とも契約せず、イクシードも使用していない。
アニメ版
原作と同様に人間界に溶け込み、魁音寺グループの社員として活動していた。雪には彼女自身がサブではなくルートであると嘘を言っていた。沖縄でシュタイナーを倒した後、霊石を破壊するが、蔵木の計略によりワームホールに落ち、死亡したと思われていた。それから半年後、茜を契約者として清き処に現れ、TNOの元神霊達を一掃した。その後、水華魅とエクセルを倒し、クロと慶太も茜とのシンクロにより倒した。だが、実はこれらすべては真神の生まれ変わりであるクロを救うためにやったことである。
清き処にいたとき、母から真神との悪しき因果を断ち切ることや一族に伝わるサウザンドを託され、クロを救うために母や長老をはじめとする獅子神一族を抹殺し、「真神に仇なす者」である茜と契約するために人間界へと降りた。そして、魁音寺グループの財力を得てマスタールートを製造し、それによって開かれたワームホールを通してすべての霊石を破壊したのち、マスタールートとなった茜にすべてを伝えて契約を交わした。
真神を復活させたのち、茜とともに真神と激戦を繰り広げ、彼女のテラにより真神を圧倒し、イクシード「千尋獅咆」で一時的に消し去った。だが、クロが真神として覚醒したこともあって苦戦を強いられ、ほか2体の真神も再生したことで追い詰められた。最後は元に戻ったクロと連携し、自らの命を代償とする究極のイクシード「超尋獅咆」を放ち、真神から膨大なテラによる再生能力を奪った。死の間際、雪に対して「すまなかった」と謝罪した。
魁音寺雪（かいおんじ ゆき）
声 - 雪野五月
身長：168センチメートル、体重：48キログラム、誕生日：9月4日、年齢：21歳
日本でも有数の複合企業である魁音寺グループの総帥。茜のドッペルライナーで、黎真と手を組んで茜の拉致を企んでいる。茜とは正反対の性格をしており、高飛車で抜け目がない。嗤苑からはアルターエゴの匂いがすると指摘されている。元神霊を無力化する方法を知っているらしい。
アニメ版では自分がサブである事を告げられる。蔵木が茜（ルート）の存在を確保している事、また総裁である父親の指示で隠れるように暮らしている。また、他にも兄弟が何人かいるが、それらは全員マスタールートとなり会社を任されている。黎真が死亡したと父親と共に聞かされショックを受ける。どうやら黎真の事を愛していたようである。サブである自分に絶望して死のうとしたものの、慶太の言葉で思い直し、茜を殺してマイナスルートになろうとするが、茜に説得されて改心。茜と二人で生きていこうとするが、ドッペルライナーシステムにより、乗っていたヘリコプターが海に墜落し死亡。すでにもう一人のサブも死亡していたため、雪が死亡したことにより、茜がマスタールートとなった。
比瑢（ひよう）
声 - 浜田賢二
種族：獅子神一族
イクシード：「魔流闘雫（まりゅうとうだ）」
獅子神一族の上位元神霊。かつて獅子神一族の“清き処”で実験と称して同族や人間を殺めていたため、処刑されたはずだったが、密かに逃れて黎真の下についていた。沖縄に点在する聖地を破壊し、“アルターエゴ（逸れし者）”の持つ負の力を人為的に集積していた。霊石を破壊し、沖縄を負の力で覆い尽くそうとしたが、クロ達によって防がれる。倒される直前に奇妙な姿になった。詳細は不明だが、公式ガイドブックによると比瑢は自分自身に対しても何らかの人体実験的な強化策を施していたためらしい。
「魔流闘雫」は液体を固定し操作するイクシード。その場にある水を球状に固定化し飛び道具として攻撃する他、相手の体液を破裂させて体内から直接ダメージを与えることも可能。
アニメ版ではクロに対して異様なまでの執着を見せており、サディスティックにいたぶって興奮する異常性を見せた。また黎真の部下であることに満足している模様。最期は蔵木と雷呀によって下位元神霊をつくりだすためにテラを吸いつくされた。
七瀬忍（ななせ しのぶ）
声 - 冬馬由美
比瑢の契約者。慶太の母親・麻季のドッペルライナー。本来はサブであり、ルートである麻季と出会った後、死ぬ運命であったが、比瑢と契約し麻季を殺した事により、マイナスルートとなった。最期には慶太の優しさに触れ、涙を流し死んでいった。
アニメ版では幼少期から両親の自殺、いじめなど運の無い人生を歩んでおり、自殺しようとした時に比瑢と出会った。「幸せになりたかっただけ」と語る薄幸のキャラクターではあるが、母親に似た容姿を積極的に利用して慶太を精神的に揺さぶったり、テラを吸い尽くそうとする等容赦がない。
宮地利士郎（みやじ としろう）
声 - 遠藤大智
比瑢の下位元神霊。黎真の配下でもあり、比瑢の下位元神霊を束ねている。そのため、他の下位元神霊とは一線を画している。かつて隆人の門下生であったが、既に空手をやめている。カクマの麟光瞬麒によって谷底へと落ちて行った。
アニメ版では機嫌を損ねた比瑢に殺される。
征司（せいじ）
声 - 竹若拓磨
イクシード：「咬竜殲滅攻式」「咬竜 降魔殺界（こうりゅうごうまさっかい）」
獅子神一族の下位元神霊。比瑢の部下。力を与えた部下を使い、はぐれ元神霊を探し出してその力を吸収している。力を蓄え上位元神霊になることを目指している。常に「シビレる」ことを求める危ない性格で、失敗した部下は容赦なく処分する。これまでに4人のはぐれ元神霊を倒しており、契約直後のクロを苦戦させるが慶太によって（アニメではクロと慶太に）イクシードの性質を読まれ、感電死。
イクシードは鞭状のエネルギー攻撃で、剣状と見ると軌道が読めず翻弄される。「降魔殺界」はこれを6本同時に相手めがけてぶつける技。
阿邏宣（アラギ）
声 - 小山剛志
種族：銀虎（ぎんこ）一族
イクシード：「獣魔装（じゅうまそう）」
派生技：「獣魔卍旋風」（じゅうまマンジせんぷう）
実働部隊長の一人。クロと慶太を「仲間にするか、さもなくば殺せ」と命令を受けて、その実力を確かめるために襲撃。根っからの戦闘狂で任務よりも戦闘を優先するため契約者の宙にどやされる事もしばしば。イクシードの獣魔装は魔獣の血が混じった一族の中でもごく稀に誕生する特異体質で、左腕を獣のように変形する。黎真暗殺計画で再びクロと対峙するも、成長したクロと慶太の前に敗北し、「この先に待ちうけるのは本当のバケモノだ」と忠告する。
アニメ版では真神の力を狙って清き処に現れるが、慶太とクロに敗北する。
城之内 宙（じょうのうち そら）
声 - 渡辺明乃
サウザンド：「大地の審判（グラビ・ドゥーム）」：周囲の空間の重力を自在に操作する。
阿邏宣の契約者で恋人。妖艶な美女だが阿邏宣を尻に敷く女傑。戦闘の際にはサウザンド「大地の審判」でサポートをする。
蔡守（さいしゅ）
種族：獅子神一族
イクシード：「双龍扇（そうりゅうせん）」
実働部隊長の一人。化粧をして女言葉を話すサディストで相手のプライドを踏みにじるのが趣味。はぐれ元神霊の調教係。水華魅に気配を気づかせずにフェラーリの中に忍び込むテラの放出コントロールや踵落としでフェラーリを半壊させる戦闘力は極めて高い。記憶を取り戻したエクセルと水華魅のイクシード「煉攻武神」により倒される。
洸一（こういち）
蔡守の契約者。蔡守さんと呼び、ほとんど言いなりであるがアイコンタクトでエクセルに襲い掛かるなど戦闘時の連携はとれている。
嗤苑（しおん）
黎真に仕える上位元神霊。細目のチャイナ服を着た少女の姿をしている。下位元上霊の育成管理を担当。カンフー使い。黎真暗殺計画でクロ、舞凪と戦う。シンクロ無しで2人を圧倒する戦闘力を持っている。2人に「真性元神霊」の存在、今存在する元神霊は全て真性元神霊を滅ぼすために歪な進化を遂げた「後期元神霊」であることを告げる。その後、戦闘因子によって暴走したクロに圧倒され敗北。
嗤苑の契約者
クロが見間違えるほど黎真にそっくりであり、黎真の影武者を務めている。
神無那（かんな）
黎真に仕える上位元神霊。白衣と胸元の開いた衣装を着こなす女性の研究家の姿をしている。「人工装身具（アーティファクト・サウザンド）」の開発、生産を担当。
ゴースト
黎真に仕える謎の男。仮面を被っており、白いスーツを着こなす男性の姿をしている。直属部隊の強化と育成を担当。部下に阿邏宣がいる。紫龍一族の連絡網を利用して慶太と連絡を取り、人類の過剰増殖と繁栄は元神霊によってもたらされたことや戦闘因子によって高熱で倒れたクロの治療法などを告げる仲間とも敵とも取れない言動を取る。
その正体はただの人間であり、顔には無数の傷が刻まれている。真性やそれにまつわる黎真の計画の全てを知る。
天麻（てんま）
声 - 長嶝高士
黎真に仕える上位元神霊。黒衣を纏い、杖をついている翁の姿をしている。霊石の出力算出を担当。南フランスで局地的にテラを0にする大規模実験を行い、村を全滅させた。
アニメ版では、琥珀という少女と契約者としており、真神の力を狙って清き処に現れた。クロを追い詰めるも、「隠された力」の直撃を受けて死亡した。
琥珀（こはく）
声 - 藤村歩
アニメ版で天麻と契約している少女。幼い部分も多々あるが、闘いになると好戦的になり、天麻の力を借りて姿を隠し背後から攻めるのが特徴。天麻が敗北した後の消息は不明。
蔵木大地（くらき だいち）
声 - 日野聡 / キム・ドゥヒ / クリストファー・クローメル
アニメオリジナルキャラクター。
コンビニなどにモニターカメラを設置し、ドッペルライナー探しをしている青年。
元の名前は沢村大地。慶太の中学時代の同級生であり親友だったが、死亡した自分のサブ・蔵木が周囲に自分として認識されたため、その蔵木として生きている。温和そうな外見とは裏腹に高圧的な性格をしており、雪に手をあげる場面もある。また、窮地に追い込まれるとヒステリックになる。
慶太から聞いていた母親の死にまつわる話からドッペルライナーシステムと元神霊の存在を知り、黎真と出会い直属の部下になったが、人間の運命にドッペルライナーシステムを使おうと考え、その為に沖縄で黎真に反旗を翻してワームホールへと落とした。その後、魁音寺グループの副総帥になるが慶太とクロに敗北する。最終話では魁音寺グループの副総帥を辞任しており、ドッペルライナーシステムの消滅を感知していた。
作画の朴晟佑がキャラクターデザインを担当している。
雷呀（らいが）
声 - 宮下栄治
種族：緋馬一族
イクシード：「シディーソード」
アニメオリジナルキャラクター。
蔵木と契約している元神霊。寡黙な性格。黎真への復讐を理由に蔵木と手を結ぶ。慶太とクロとの戦いで一度は追い詰めるが、クロの新たなイクシード、ギガエグゼの前に敗れ、自分に復讐の機会を与えてくれた蔵木に感謝を示し消えていった。
坪田
声 - 岩尾万太郎 / ソ・ウォンソク / カーク・ソーントン
アニメオリジナルキャラクター。
慶太、山田理佐の担任教師。理佐の死で気落ちする慶太を慰めるが、実は比瑢の部下で、慶太・クロの確保を自分の手柄にする目的だった。学校生徒のデータを獅子神一族に流して下位元神霊になった。慶太・クロの返り討ちにあい、傷を負ったところを救急車に偽装した車両で拉致され、比瑢に「心臓以外でも契約が可能か」の実験材料にされ、死亡。
バイクメン
声 - 武虎
イクシード：「天龍封拿衝」 （てんりゅうふうだしょう）
アニメに登場。獅子神一族の下位元神霊。比瑢の部下で、バイク部隊のリーダー。比瑢からの命令で、クロ捕獲と慶太、茜の抹殺を図るが、シュタイナーに邪魔され敗北。作戦に失敗したことで比瑢からの依頼で、水華魅に始末させられる。
魁音寺冬樹
声 - 中博史
アニメオリジナルキャラクター。
魁音寺グループ総裁。魁音寺雪の父親。
美優紀
声 - 佐藤利奈
アニメオリジナルキャラクター。
魁音寺グループのマスタールート。慶太のクラスメイトの山田理佐のドッペルライナーで邪陀の契約者。ルートであることを誇り、自分の栄光がサブの死によって成り立っていることを知っても平然としているなどかなり強気で冷徹な性格をしている。
邪陀
声 - 宮川美保
アニメオリジナルキャラクター。
美優紀の契約者。しなやかな身のこなしが特徴。
森羅
声 - 星野貴紀
種族：獅子神一族
アニメオリジナルキャラクター。
黎真の部下で、かなりの力を持っていたが、黎真がいなくなった後、戦うことだけに生きる意味を見出していくようになる。慶太とクロに敗北する。
えみ
声 - ささきのぞみ
アニメオリジナルキャラクター。
魁音寺グループのマスタールート。慶太の近所に住んでいたまゆのドッペルライナーで森羅の契約者。天真爛漫なえみとは対照的に感情の起伏があまりなく、無表情。幼いうちからマスタールートとなったことで魁音寺グループのマスタールートの中でも最大のテラを持っており、自分では制御できなかった。森羅が敗北したことで意識を失う。
朧鬼
声 - 酒井敬幸
アニメオリジナルキャラクター。
蔵木配下の元神霊。巨体から繰り出すイクシードは強烈な破壊力を生み出す。
九条
声 - 河本邦弘
アニメオリジナルキャラクター。
蔵木配下のマスタールートの一人。朧鬼の契約者。右手に人工サウザンドを装備している。
駸
声 - 遠藤大輔
アニメオリジナルキャラクター。
蔵木配下の元神霊。邪陀・朧鬼達と共にTNO日本支部に侵攻する。
帽子の男
声 - 佐藤拓也
アニメオリジナルキャラクター。
蔵木配下のマスタールートの一人。駸の契約者。右手に人工サウザンドを装備している。
ヘッド
声 - 東地宏樹
アニメオリジナルキャラクター。
魁音寺の元神霊狩り部隊の頭で下位元神霊。人工サウザンドでイクシードを強化しており、火を操る。水華魅を狙って水華魅の家を放火し奇襲するもエクセルと契約した水華魅の煉攻武神の前に敗北する。なお、情報不足で契約者（エクセル）の存在を知らなかった。

### The Noble One
ベルンハルト
声 - 加瀬康之
種族：ゲルマン・ハイ・カウンシル一族
イクシード：「ドレッドフルストーム」（アニメオリジナル技）
上位元神霊の男。TNO所属。増援部隊として沖縄に現れ慶太達を救出する。慶太とクロをTNOに入るように勧めるが、警戒した慶太に断られる。沖縄の霊石破壊事件以降、マカナと島の警備についている。
アニメでは撤退という組織の命令に逆らって日本に残っている。その後残ったメンバーとクロ達と共に魁音寺ホテルへ潜入し、グスタフ側のTNOのメンバーや魁音寺グループの連中と交戦する。魁音寺ホテル戦闘後に清き処が出現しクロ達を残してTNOのメンバーと共に清き処に調査に向かい、調査中に死んだはずの黎真と遭遇して交戦し黎真の攻撃からジーンをかばい死亡した。
ジーン
声 - 早水リサ
アニメオリジナルキャラクターでベルンハルトの契約者。
グスタフ
声 - 白熊寛嗣
アニメオリジナルキャラクター。
TNOを統括する元神霊の一人。共存均衡に反し、魁音寺グループと手を結ぶ。魁音寺ホテルに潜入してきたベルンハルト達とTNOのメンバーを戦わせて大佐と共に逃亡し、車で移動中に世界中の霊石が破壊されたため運転手が意識不明となり車が橋から墜落し爆死した。
大佐
声 – 遠藤大輔
アニメオリジナルキャラクター。
TNOに所属し、TNO日本支部を統率する元神霊。グスタフに従う忠実な部下。魁音寺冬樹の事を快く思っていない。
ヘルマン
声 - 興津和幸
アニメオリジナルキャラクター。
ベルンハルトに賛同する元神霊。内通者としてグスタフ側についていた。

### 元神霊
カクマ
声 - 喜多村英梨
種族：緋馬（ひば）一族
イクシード：「麟光瞬麒（りんこうしゅんき）」
沖縄に住む上位元神霊の少年。ニライカナイ編で登場する。10年前、比瑢らによって他の一族を殺されており、生き残った双子のマカナと共に島の霊石を守っている。比瑢の部下・利士郎によって攫われたマカナを助ける為、慶太の祖父・永嶺隆人と契約を交わす。イクシード「麟光瞬麒」は、急激に移動速度を上昇させ、超高速で相手に突進する、能力強化と攻撃を兼ねた技である。霊石が壊された後、テラをもう一度呼び込むために、自らが霊石となった。
アニメ版では彼が聖域への鍵であり、聖域を開くために雷呀に殺される。なおアニメでは慶太の祖父・永嶺隆人と契約を交わしていない。
マカナ
声 - 仙台エリ
種族：緋馬一族
上位元神霊の少女。カクマとは双子の兄妹。好奇心旺盛で人懐っこく、特に茜によく懐いている。
アニメ版ではクロ達について東京に来ている。
カクマとマカナの父
種族：緋馬一族
緋馬一族を率いていた長。獅子神一族の行動を阻止しようと闘ったが、逆に比瑢に殺害されてしまった。
黎真とクロの母
声 - 久川綾
種族：獅子神一族
「先知の夢」を見る巫女でもある。亡き夫に代わり、最長老と共に一族を治めていたが、大聖護祖祭の日に黎真に殺害される。
アニメ版では、クロが真神の生まれ変わりであること、「真神に仇なす者」である茜が誕生し、その者がマスタールートとなれば人間として最大のテラも持つことを予言して、黎真に一族に伝わるサウザンドを渡した。霊王石に巫女の血を吸わせて大地の封印を解くため、自身を黎真に殺害させた。

### 元神霊関係者
北条慎吾（ほうじょう しんご）
声 - 平松広和 / ? / マーク・トンプソン
北条水華魅の契約者。かなりの高齢で、薬で生鬼として無理やり寿命を延ばしていた。水華魅の言葉に動揺した慶太に元神霊との心の共有の必要性を説いた。最期はクロと慶太との戦いでの水華魅との契約で力尽き死亡。
とても巨乳を愛していたらしい。
アニメ版ではサブであるにも関わらず、水華魅と契約してシンクロやイクシードを多用したため、老化が早まり、30代でありながら老人のような姿になってしまった。原作と同様に死亡。
永嶺隆人（ながみね りゅうじん）
声 - 西村知道 / ? / ピーター・フェルナンデス
慶太の母方の祖父。空手の達人で『武心』の異名を持つ。故郷の聖地とマカナを守る為に、自らの腕を切り落として助けを請うカクマの姿に胸を打たれ、カクマと契約し共闘する。最期は慶太にカツを入れた後、息を引き取った。
アニメ版では慶太を心配して東京に付いて来ている。
薬屋店主
水華魅が寿命を延ばす秘薬を買い求めていた薬屋の店主。元神霊に情報を売っていたりもする。

### 太古の人類と真性元神霊
サウザンド
真性元神霊の一体。
ヴィーナ
怪我をしたサウザンドを助けた「武器の部族」（現人類の祖先）の男性。
エルキーズ
真性元神霊のリーダー格。

### 一般人
先述の通り、主人公・伊吹慶太の大幅な設定変更に伴い、周辺人物（友人・知人）たちも軒並み一新されている。

#### 原作・アニメ版共通
伊吹摩季（いぶき まき）
声 - 冬馬由美
慶太の母親。9年前、不慮の事故でこの世を去った。美人で優しく料理上手、仕事をしながら一人で慶太を育て上げた。
石田まゆ
声 - ささきのぞみ / パク・チユン / カサンドラ・モリース
慶太の近所に住む少女。小学3年生。原作とアニメ版では、それぞれ死因が異なる。
山崎優子（やまざき ゆうこ）
声 - 中尾衣里
茜の友人。高校卒業後、キャリアウーマンとして活躍している。
学生時代から茜の恋路を陰ながら応援しており、成人して再会した際は、積極的にアプローチするようアドバイスを贈っていた。
亜里沙
声 - タルタエリ
茜の友人。高校卒業後、学生時代から想いを寄せていた先輩・水谷とできちゃった結婚をする。アニメ版では妊娠していない。

#### 原作のみ
阿部（あべ）
慶太と共にコンピューターゲームを製作している同業者。サウンド・シナリオ担当。
性格は慎重で謙虚であり、企画が認められても、縁故だからと謙遜していた。
窪山（くぼやま）
慶太と共にコンピューターゲームを製作している同業者。イラストレーター・3D担当。
慶太を信頼し、沖縄に送り出してくれた。ゲーム会社社長とは知り合い。
汐崎（しおざき）
新人発掘の鬼才と呼ばれるプロデューサー。慶太の能力を高く評価しており、沖縄での出来事を知っているような口振りから、只者ではない雰囲気を漂わせている。
石崎
声 - 鈴村健一（サウンドコミック）
慶太と茜が通っていた高校の副会長していた男。茜に好意を持ち告白するがフラれる。しかし、諦められず茜と慶太の関係に嫉妬し慶太にゲーム「ハイパーレース」で勝負を挑む。実はかつてゲームの全国大会に出場した程の腕を持つ。
上戸大輔（うえと だいすけ）
声 - 宮坂俊蔵（サウンドコミック）
慶太の高校時代の同級生。慶太に馴れ馴れしく接しようとしたため慶太にうざがられていた。茜に好意を持っており生徒会に入ろうとしていた。
ギンジ
声 - 花田光（サウンドコミック）
元日本ランカー。病気の妹ハルカ（声：冬馬由美（サウンドコミック））の病気を治すため「殴られ屋」で金を稼いでいる。クロにボクシングを教える。
岩田
声 - 咲野俊介（サウンドコミック）
須久縁会の若頭で元ウェルター級1位の日本ランカー。
瑛月（ヨンウォル）
声 - 笠原留美（サウンドコミック）
ナムの元同僚。心優しい人物。なかなかの霊験の持ち主であったが、位が高いナムがいるせいで自身の神霊が降りてこず、憑依していた悪鬼に殺されかけた。ギリギリのところでナムのサウザンドにより命を救われる。
伊吹黒太（いぶき くろた）
慶太と茜の一人息子。最終話に登場し、クロと邂逅するところで物語が締めくくられた。

#### アニメ版のみ
山田理佐（やまだ りさ）
声 - 佐藤利奈 / イ・ジヒョン / メレディス・ザイトリン
慶太のクラスメイト。成績下位の劣等生だが、明るく元気な性格。弟がいる。
劇中で最初に死亡した人物。「黎真」側の人間によってドッペルライナーと出会い、事故で命を落とす。
シズカ
声 - 小野涼子
慶太のクラスメイト。大人びた容貌の持ち主。
慶太と茜の孫（仮称）
最終話に登場。

## 用語
元神霊（もとつ みたま）
共存均衡を維持するための存在。人間を遥かに超えた身体能力を持ち、人間の数倍以上もの長い寿命を有する。様々な一族があり、それぞれに教えのようなものがある模様。固有の種としての存在である上位元神霊と、元神霊の能力を分け与えられた人間である下位元神霊（トライバルエンド）に分かれる。
山神霊（サンシンリョン）
人間より遥か昔から存在している神霊。一つの山に一人存在し、作中では女のナムしか登場していないが男の山神霊も存在する。本来は山で自然の調和として気の運行を正常に保つのが使命であり、元神霊と違い契約無しで全ての力を引き出せる。
共存均衡
「黒神」の世界では、世界の容量（テラ）は全ての生命に等しく与えられるものであるとされる。そのバランスを保つために世界そのものが持つ力が共存均衡である。
ドッペルライナー
「三位一在」と書く。世界には自分と同じ容姿をしたテラを共有する三人の人間がおり、ドッペルライナー同士が出会うと、その2人は何らかの形で死亡（消滅）し、残った1人に全てのテラが渡る。全てのテラを吸収した人間をルートと呼ぶ。「自分と同じ容姿をした者を見ると死ぬ」といわれるドッペルゲンガーからきている。
アニメ版ではルートは最終的存在では無く、三人のうちテラの最も強い者を便宜上識別する際の呼称。それ以外の二人はサブと呼ぶ。二人のサブを消滅させたルートはマスタールートと呼ばれ、原作のルートと同等の存在になる。
逸れし者（アルターエゴ）
ドッペルライナー同士が出会った後、共存均衡によって死ぬはずであったにも関わらず、何らかの原因で生き長らえているサブ（補填者）を、逸れし者（アルターエゴ）と呼ぶ。他のドッペルライナーの死後、2人のテラを吸収したアルターエゴは、負の力を持つマイナスルートとなる。マイナスルートは自分のテラにまで影響を与えてしまうため、定期的に他者からテラを吸収しなければいけない。
契約
元神霊が人間と契約を結ぶ事。身体の一部を交換する事により成立する。契約したばかりだと元神霊の能力は大幅に落ちる。契約には様々な恩恵があり、欧州の元神霊の何人かは成長と老化を遅らせる特質を持っているためエクセルは100年経っても14歳の姿のままである。契約者と元神霊の「戦意」が一致し、契約者が「発言」する事によって、元神霊がパワーアップする「同期」（シンクロ）を行うことが出来るが、同期中は元神霊が受けるダメージを共有してしまう。
パートナーの死亡によって契約は解除されるが、その後別のパートナーとの再契約は可能。
アニメ版では心臓を交換することで契約が成立し、それ以外の部分では不可能（比瑢が心臓以外の交換でも契約できるか実験をして判明）。またサブと契約することはタブーとされており、サブが契約してシンクロをし、戦い続けた場合、老化が早まったりテラが底を突き死に至るとされる。
イクシード
「超越」と書くが、この表記はあまりされていない。元神霊固有の特殊能力。いわゆる必殺技。元神霊は各々独自のイクシードを持つ。契約している場合は同調中のみ使用可能。イクシードを使うと契約者への負担も大きく、訓練して耐性をつけないと、まともに使うこともできない。
サウザンド
使用者の純粋なテラを触媒にして作動する戦闘装身具。主に人間が元神霊のサポートに使用するが、ナムのような例外もある。現存数が極めて少ないため、神無那が人工のサウザンドを開発、生産をしているが研究家の性なのか、より本物に近い性能を追い求めている。9巻に掲載された特別編では「仙術補助具」と書かれているが神無那が作っている「人工装身具（アーティファクト・サウザンド）」とも書かれている。
新聖地開闢計画（ギ・ティス・エバンゲリアス）
黎真が計画している人間界のテラ浄化計画。9巻で第一段階が完了している。

### アニメのみの設定
テラ循環
最もお互いの絆を深めたパートナーである慶太とクロに芽生えた新たな力。本来契約者から元神霊へ一方通行に流れるテラを、元神霊からも契約者に流し与える。これによって契約が続く限りサブである慶太はテラの枯渇で死ぬことはなくなり、クロも以前より大きいテラが運用できるようになり、新しいイクシード「ギガエグゼ」を放てるようになった。
真神（まさがみ）
声 - 四宮豪（男・爺）、鍋井まき子（女・婆・子供）
はるか昔、人間と元神霊と共に生まれたとされる三位一体の神。人間を利用するだけ利用した後、そのテラを自分の物にしようとして人間を殺そうとしたが、人間と契約した元神霊との数百年に及ぶ戦いに敗れ、獅子神一族の霊王石と世界中の霊石によって封印される。倒される間際、人間にはドッペルライナーシステムを、獅子神一族には倒された真神の一体が数百年に一度転生するという呪いをかけた、この物語で起こる戦い全ての元凶である。
クロは獅子神一族に与えられた呪いによる真神の転生であり、茜は「真神に仇なす者」であった。黎真は真神であるクロを救うため、そして「真神に仇なす者」たる茜と契約するために奔走していた。
物語の終盤、炎の真神、氷の真神が黎真によって不完全な状態で復活さられる。黎真や茜と激しい戦いを繰り広げ、一時は消滅させられたが、2体の封印が解けたことでクロが雷の真神として覚醒した。クロは黎真に襲いかかり戦い始め、ほかの2体もともに攻撃を仕掛けたが、慶太の呼びかけによりクロは引き戻された。ほかの2体は黎真が自らの命を引き換えに放ったイクシード「超尋獅咆」よって膨大なテラによる再生能力を奪われ、その後消滅を避けるために合体したものの、クロのイクシード「天雷得救世」によって葬り去られた。

## 単行本
単行本は韓国でも、マンファ（漫画を指す言葉）として大元 C.I.（Daewon Culture Industry Inc.）から発売された。第2巻は日韓同時発売。中国語版は台湾の青文出版社（CHING WIN PUBLISHING CO., LTD.）から出版された。英語版はOrbitおよびYen Pressから出版された。フランス語版はKi-oonから出版された。
|    | SQUARE ENIX    | SQUARE ENIX            | 大元 C.I.      | 大元 C.I.           | 青文出版社    | 青文出版社          | Yen Press      | Yen Press              | Ki-oon              | Ki-oon                 |
|    | 『黒神』       | 『黒神』               | 《흑신》       | 《흑신》            | 《黑神》      | 《黑神》            | Black God      | Black God              | Kurokami: Black God | Kurokami: Black God    |
| #  | 発売日         | ISBN                   | 発売日         | ISBN                | 発売日        | ISBN                | 発売日         | ISBN                   | 発売日              | ISBN                   |
| -- | -------------- | ---------------------- | -------------- | ------------------- | ------------- | ------------------- | -------------- | ---------------------- | ------------------- | ---------------------- |
| 1  | 2005年5月25日  | ISBN 978-4-7575-1443-0 | 2005年6月30日  | ISBN 978-8952895530 | 2006年11月1日 | ISBN 978-9861567518 | 2007年10月30日 | ISBN 978-0-7595-2349-4 | 2008年2月28日       | ISBN 978-2-35592-003-5 |
| 2  | 2005年9月24日  | ISBN 978-4-7575-1528-4 | 2005年9月30日  | ISBN 978-8959631513 | 2007年1月15日 | ISBN 978-9861568133 | 2008年2月5日   | ISBN 978-0-7595-2841-3 | 2008年4月28日       | ISBN 978-2-35592-008-0 |
| 3  | 2006年3月25日  | ISBN 978-4-7575-1644-1 | 2006年3月28日  | ISBN 978-8925241364 | 2007年2月15日 | ISBN 978-9861568423 | 2008年6月10日  | ISBN 978-0-7595-2842-0 | 2008年6月26日       | ISBN 978-2-35592-015-8 |
| 4  | 2006年7月25日  | ISBN 978-4-7575-1724-0 | 2006年7月31日  | ISBN 978-8925201375 | 2007年3月15日 | ISBN 978-9861568638 | 2008年10月28日 | ISBN 978-0-7595-2843-7 | 2008年8月21日       | ISBN 978-2-35592-025-7 |
| 5  | 2007年1月25日  | ISBN 978-4-7575-1913-8 | 2007年2月15日  | ISBN 978-8925208787 | 2007年5月1日  | ISBN 978-9861569208 | 2009年2月17日  | ISBN 978-0-7595-2844-4 | 2008年10月23日      | ISBN 978-2-35592-036-3 |
| 6  | 2007年6月25日  | ISBN 978-4-7575-2017-2 | 2007年6月30日  | ISBN 978-8925215952 | 2007年9月1日  | ISBN 978-9862090862 | 2009年6月9日   | ISBN 978-0-7595-3091-1 | 2008年12月11日      | ISBN 978-2-35592-044-8 |
| 7  | 2007年12月25日 | ISBN 978-4-7575-2184-1 | 2008年2月1日   | ISBN 978-8925222233 | 2008年2月20日 | ISBN 978-9862093054 | 2009年10月27日 | ISBN 978-0-7595-3093-5 | 2009年2月26日       | ISBN 978-2-35592-052-3 |
| 8  | 2008年5月24日  | ISBN 978-4-7575-2279-4 | 2008年7月30日  | ISBN 978-8925229249 | 2008年7月9日  | ISBN 978-9862095164 | 2010年2月23日  | ISBN 978-0-7595-3094-2 | 2009年4月23日       | ISBN 978-2-35592-064-6 |
| 9  | 2008年12月22日 | ISBN 978-4-7575-2447-7 | 2009年1月30日  | ISBN 978-8925240626 | 2009年3月16日 | ISBN 978-9862098035 | 2010年5月18日  | ISBN 978-0-316-09765-9 | 2009年6月2日        | ISBN 978-2-35592-081-3 |
| 10 | 2009年2月25日  | ISBN 978-4-7575-2497-2 | 2009年3月30日  | ISBN 978-8925243276 | 2009年5月12日 | ISBN 978-9862098530 | 2010年8月17日  | ISBN 978-0-316-10227-8 | 2009年10月22日      | ISBN 978-2-35592-103-2 |
| 11 | 2009年4月25日  | ISBN 978-4-7575-2546-7 | 2009年7月30日  | ISBN 978-8925246000 | 2009年7月7日  | ISBN 978-9862099308 | 2010年11月30日 | ISBN 978-0-316-10228-5 | 2010年1月28日       | ISBN 978-2-35592-122-3 |
| 12 | 2009年7月25日  | ISBN 978-4-7575-2621-1 | 2009年9月30日  | ISBN 978-8925250311 | 2009年9月24日 | ISBN 978-9862560006 | 2011年3月29日  | ISBN 978-0-316-10230-8 | 2010年3月25日       | ISBN 978-2-35592-137-7 |
| 13 | 2009年12月25日 | ISBN 978-4-7575-2756-0 | 2010年2月26日  | ISBN 978-8925257174 | 2010年3月20日 | ISBN 978-9862562215 | 2011年6月19日  | ISBN 978-0-316-18821-0 | 2010年6月24日       | ISBN 978-2-35592-172-8 |
| 14 | 2010年5月25日  | ISBN 978-4-7575-2857-4 | 2010年7月30日  | ISBN 978-8925264769 | 2010年8月18日 | ISBN 978-9862564257 | 2011年10月25日 | ISBN 978-0-316-18961-3 | 2010年10月28日      | ISBN 978-2-35592-208-4 |
| 15 | 2010年9月25日  | ISBN 978-4-7575-3003-4 | 2010年11月30日 | ISBN 978-8925270982 | 2011年1月21日 | ISBN 978-9862566367 | 2012年1月31日  | ISBN 978-0-316-18962-0 | 2011年3月24日       | ISBN 978-2-35592-252-7 |
| 16 | 2011年2月25日  | ISBN 978-4-7575-3148-2 | 2011年5月30日  | ISBN 978-8925279237 | 2011年5月18日 | ISBN 978-9862567753 | 2012年4月10日  | ISBN 978-0-316-20487-3 | 2011年8月18日       | ISBN 978-2-35592-296-1 |
| 17 | 2011年8月25日  | ISBN 978-4-7575-3343-1 | 2011年10月30日 | ISBN 978-8925289090 | 2012年5月10日 | ISBN 978-9863101765 | 2012年10月30日 | ISBN 978-0-316-22535-9 | 2012年2月23日       | ISBN 978-2-35592-360-9 |
| 18 | 2012年1月25日  | ISBN 978-4-7575-3455-1 | 2012年3月30日  | ISBN 978-8925296012 | 2012年9月16日 | ISBN 978-9863103394 | 2013年1月22日  | ISBN 978-0-316-23193-0 | 2012年7月5日        | ISBN 978-2-35592-417-0 |
| 19 | 2012年8月25日  | ISBN 978-4-7575-3705-7 | 2012年8月30日  | ISBN 978-8967254797 | 2013年5月8日  | ISBN 978-9863106043 | 2013年5月28日  | ISBN 978-0-316-25089-4 | 2013年1月24日       | ISBN 978-2-35592-439-2 |

- スクウェア・エニックス 編 編『黒神　公式ガイドブック』スクウェア・エニックス、2009年2月25日。ISBN 978-4-7575-2504-7。

## テレビアニメ
2009年1月より『黒神 The Animation』（くろかみ ジ・アニメーション）のタイトルで放送。全23話。初の日米韓同時放送テレビアニメ。
ストーリーや登場人物の設定などを原作から大胆に変更し、パンチラも抑えられている。物語後半はアニメ独自の展開となり、最終回で完全に完結した物語となった。
前期及び最終2話（「彩の無い世界」が流れた回）のエンディングアニメは、背景は同じで、主要キャラクター（クロ・慶太・茜）の誰が登場しどのような行動をするかが、ストーリー進行に従って変わっていくという作りになっている。
DVD第8巻最終巻に未放送外伝エピソード『虎と翼』を収録。沖縄での闘いから半年後に、エクセルと元神霊・水華魅との出会いが描かれる。2009年8月9日のイベントでは一部先行上映もされている。

### スタッフ
- 原作 - 林達永、朴晟佑（掲載「ヤングガンガン」スクウェア・エニックス刊）[2]
- 監督 - 小林常夫[2]
- シリーズ構成 - 吉田玲子[2]
- キャラクターデザイン・総作画監督 - 西村博之[2]
- プロップデザイン - 宮本崇[2]
- 美術監督 - 吉原俊一郎[2]
- 美術設定[注 6] - 藤瀬智康
- 色彩設計 - 安部なぎさ[2]
- 撮影監督 - 和田尚之[2]
- 編集 - 内浦良典[2]
- 音響監督 - 菊田浩巳[2]
- 音楽 - 石川智久
- 音楽プロデューサー - 小池克実、眞野昇
- プロデューサー - 佐藤弘幸、湯川淳、杉山登
- 制作 - サンライズ、バンダイビジュアル、テレビ朝日

### 主題歌

#### オープニングテーマ
「sympathizer」（第1話 - 第12話、特別編、第23話）
作詞・歌 - 栗林みな実 / 作曲・編曲 - 菊田大介
「tRANCE」（第13話 - 第22話、外伝）
作詞 - 谷山紀章 / 作曲・編曲 - 飯塚昌明 / 歌 - GRANRODEO

#### エンディングテーマ
「彩の無い世界」（第1話 - 第16話、第22、23話）
作詞 - yui / 作曲・編曲 - 橘尭葉 / 歌 - 妖精帝國
「月光の契り」（第17話 - 第21話、外伝）
作詞 - yui / 作曲・編曲 - 橘尭葉 / 歌 - 妖精帝國

### 各話リスト
| 話数           | サブタイトル       | 脚本     | 絵コンテ                    | 演出                      | 作画監督                                                     | 放送日        |
| -------------- | ------------------ | -------- | --------------------------- | ------------------------- | ------------------------------------------------------------ | ------------- |
| Episode 1      | 三位一在           | 吉田玲子 | 小林常夫                    | 小林常夫                  | 西村博之                                                     | 2009年 1月8日 |
| Episode 2      | 契約               | 吉田玲子 | 小林常夫 西村博之           | 小坂春女                  | 吉田大輔 齋藤雅和                                            | 1月15日       |
| Episode 3      | シンクロ           | 吉田玲子 | よこた和                    | 左藤洋二                  | 中野彰子 門山高月 相馬満（画面構成）                         | 1月22日       |
| Episode 4      | 追跡者             | 浦畑達彦 | サトウシンジ                | 町谷俊輔                  | Kwon youn-hee 坂本修司（バイクアクション作監）               | 1月29日       |
| Episode 5      | イクシード         | 浦畑達彦 | 小島正士                    | ところともかず 山崎健志   | 筧井司                                                       | 2月5日        |
| Episode 6      | サブの契約者       | 浅川美也 | 佐藤卓哉                    | 大野和寿                  | 鎌田均 松原一之                                              | 2月12日       |
| Episode 7      | クロの過去         | 吉田玲子 | 桑原智                      | 喜多幡徹                  | 飯飼一幸 服部憲知                                            | 2月19日       |
| Episode 8      | 緋馬一族           | 浦畑達彦 | 小林常夫                    | 小坂春女                  | 相馬満 南伸一郎                                              | 2月26日       |
| Episode 9      | 母の影             | 吉田玲子 | 小島正士                    | 左藤洋二                  | Shin hyung-sik Kwon youn-hee                                 | 3月5日        |
| Episode 10     | 末路               | 浅川美也 | サトウシンジ                | 町谷俊輔                  | 土器手司 齋藤雅和                                            | 3月12日       |
| Episode 11     | 再会               | 浅川美也 | 桑原智                      | ところともかず 小野田雄亮 | 貫井司 早宮諺 早川ナオミ                                     | 3月19日       |
| Episode 12     | 激闘               | 浦畑達彦 | 米たにヨシトモ              | 大野和寿                  | Shin hyung-sik Kim dea hum Kwon youn-hee                     | 3月26日       |
| 特別編         | インターミッション | -        | -                           | -                         | -                                                            | 4月9日        |
| Episode 13     | 新世界             | 吉田玲子 | 黒津安明                    | 喜多幡徹                  | 相馬満 松原一之                                              | 4月9日        |
| Episode 14     | 突破口             | 浅川美也 | 小島正士                    | 小坂春女                  | 南伸一郎                                                     | 4月16日       |
| Episode 15     | 修羅               | 浦畑達彦 | サトウシンジ                | 左藤洋二                  | 土器手司 齋藤雅和                                            | 4月23日       |
| Episode 16     | 崩壊               | 吉田玲子 | 米たにヨシトモ              | 町谷俊輔                  | 相馬満（レイアウト作画監督） 鎌田均（原画作画監督） 高井浩一 | 4月30日       |
| Episode 17     | 真神               | 吉田玲子 | 桑原智 米たにヨシトモ       | 友田政晴                  | 松井誠                                                       | 5月7日        |
| Episode 18     | 異変               | 浅川美也 | サトウシンジ 米たにヨシトモ | 山田弘和                  | Kwon youn-hee                                                | 5月14日       |
| Episode 19     | 千尋               | 浦畑達彦 | 佐藤卓哉                    | 喜多幡徹 江島泰男         | 松原一之 小暮昌広 相馬満 鎌田均                              | 5月21日       |
| Episode 20     | 覚醒               | 吉田玲子 | 大畑晃一 米たにヨシトモ     | 大野和寿 町谷俊輔         | 青木真理子                                                   | 5月28日       |
| Episode 21     | 神変               | 浦畑達彦 | 米たにヨシトモ              | 米たにヨシトモ            | Kwon youn-hee 相馬満 鎌田均                                  | 6月4日        |
| Episode 22     | 運命               | 吉田玲子 | 小林常夫                    | 友田政晴                  | 西村博之 鹿間貴裕                                            | 6月11日       |
| Episode 23     | 道                 | 吉田玲子 | 小林常夫                    | 左藤洋二                  | 相馬満 齋藤雅和 南伸一郎                                     | 6月18日       |
| 外伝（未放送） | 虎と翼             | 浅川美也 | 小林常夫                    | 左藤洋二                  | 西村博之                                                     | 12月22日      |

### 放送局
| 表記     | 放送地域   | 放送局            | 放送期間                                     | 放送日時                                          | 放送区分             | 備考             |
| -------- | ---------- | ----------------- | -------------------------------------------- | ------------------------------------------------- | -------------------- | ---------------- |
| 黒神     | 関東広域圏 | テレビ朝日        | 2009年1月8日 - 6月18日                       | 木曜 26:40 - 27:10                                | テレビ朝日系列       | 製作局           |
| 黒神     | 中京広域圏 | メ〜テレ          | 2009年1月14日 - 6月24日                      | 水曜 26:50 - 27:20                                | テレビ朝日系列       |                  |
| 黒神     | 日本全域   | BIGLOBEストリーム | 2009年1月15日 - 6月25日                      | 木曜 10:00 更新                                   | インターネットテレビ |                  |
| 黒神     | 北海道     | 北海道テレビ      | 2009年1月18日 - 6月28日                      | 日曜 27:15 - 27:45                                | テレビ朝日系列       |                  |
| 黒神     | 近畿広域圏 | 朝日放送          | 2009年1月19日 - 6月29日                      | 月曜 26:26 - 26:56                                | テレビ朝日系列       |                  |
| 黒神     | 福岡県     | 九州朝日放送      | 2009年1月22日 - 7月2日                       | 木曜 27:10 - 27:40                                | テレビ朝日系列       |                  |
| 黒神     | 日本全域   | AT-X              | 2009年5月1日 - 10月9日                       | 金曜 8:30 - 9:00                                  | CS放送               | リピート放送あり |
| 흑신     | 韓国       | AniBOX            | 2009年1月9日 - 6月19日                       | 金曜 22:00 - 22:30                                |                      |                  |
| Kurokami | 米国       | iaTV              | 2009年1月8日 - 2009年1月9日 - （日本年月日） | 木曜 20:00 - 20:30 金曜 10:00 - 10:30（日本時間） | CS放送               |                  |

| テレビ朝日 木曜26:40 - 27:10枠            | テレビ朝日 木曜26:40 - 27:10枠 | テレビ朝日 木曜26:40 - 27:10枠                |
| 前番組                                    | 番組名                         | 次番組                                        |
| ----------------------------------------- | ------------------------------ | --------------------------------------------- |
| プレミアショップ （テレビショッピング枠） | 黒神 The Animation             | プレミアショップ （再びテレビショッピング枠） |

## インターネットラジオ
『くろかみ 〜Radioしすてむ〜』は2008年12月5日にプレ放送が配信され、2008年12月12日から 2009年6月26日までが本編。そして、2009年7月3日には、『特別番組 浪川大輔プレゼンツ　帰ってきたくろかみ　〜Radioしすてむ〜 はやっ!』がデジタルビートと音泉で毎週金曜日に更新されていたWEBラジオ。そして、2009年8月21日にはヤングフェスティバルで行なわれた公開録音のものがデジタルビートで配信されている。

### パーソナリティ
- 浪川大輔（伊吹慶太役）
- 下屋則子（クロ役）
- 大原さやか（佐野茜役）

### ゲスト
- 04[注 10],09[注 11],10[注 12],11[注 13],公録[注 14]回目：日野聡（蔵木大地 役）
- 07[注 15]回目：林達永(イム・ダリョン)・朴晟佑(パク・ソンウ)（原作者・作画）
- 14[注 16],15回目：雪野五月（魁音寺雪 役）
- 14[注 17],26[注 18]公録[注 19]回目：石川智久（アニメ版の音楽担当）
- 15[注 20]回目：岩田光央（ADとして）
- 28[注 21]回目：小西克幸（獅子神黎真 役）

### コーナー
OPコーナー
番組開始に、あるものがA-Cの3つある。当たりを引いたらルート（王様）になり番組を仕切る権利があり、それ以外はサブになる。
- 第10、公録回目では、上位元神霊（リベロ/神）が出現した。
- 第22回目から「私がルート」と書かれた襷をつけることになった。
- 第20回目から第28回目までは飲むのではなくそばにつけて食べるようになった。なお29回目と公録回は普通に飲むになった。

当たりおよびハズレの商品
第01回 - 03回：当たりがお茶、ハズレが果汁100%のレモン汁。
第04回 - 07回：当たりが杏仁豆腐味の飴、ハズレがマヨネーズ味の飴。
第08回 - 11回：当たりがウーロン茶、ハズレがめんつゆ（第10回では、大当たりがノニジュース）。
第12回 - 15回：当たりが眼が覚めるコーヒー、ハズレが普通のコーヒー。
第16回 - 19、29回、公録回：当たりがマッコリ、ハズレが乳酸菌飲料。
第20回 - 23回、28回：当たりがそばつゆ、ハズレが黒っぽい炭酸飲料。
第24回：当たりが黒っぽい炭酸飲料、ハズレがそばつゆ。
第25回：当たりがマッコリ、ハズレが乳酸菌飲料（どれも見た目も悪く味もひどい）。
第26回：当たりが眼が覚めるコーヒー、ハズレがそばつゆ。
第27回：当たりが眼が覚めるコーヒー、ハズレが黒っぽい炭酸飲料（明らかにどれを選んでも罰ゲーム）。
ルート
浪川大輔がルートになった回：01・05・06・10・13・14・15・16・18・19・20・23・29・公録回目
下屋則子がルートになった回：02・03・09・21・24・26・27・28回目
大原さやかがルートになった回：07・08・11・12・17・22・25回目
日野聡がルートになった回：04回目
上位元神霊
日野聡が上位元神霊になった回：10・公録回目

オレ、サブかも知れない…
リスナーが自分がやらかしてしまった失敗談を送り、それを笑って忘れようというコーナー。
目指せ☆マスタールート!
リスナーが逆境にたたされて落ち込んだことを、「強運だ。」と言い張り、超ポジティブに考え紛らわすコーナー。
ダイスケ/サトシ 180
番組の最後に浪川（/日野）1人で180秒（3分）のフリートークをしなければならない。ネタがなければただの罰ゲームにも思える。
Shiko Shiko! Ban Ban! オレだけマスタールート!（公録回）
袋の風船を3人で回しながら、自分が人より優れていることを主張する。自分が猛烈に自慢しチームメイトの失敗を笑うというもの。

### 放送
- 初回、2008年12月5日（00回）のみ14分01秒、実験放送と題して放送された。
- 音泉では、2009年2月12日配信分（09回） のストリームが諸事情のため配信日が2009年2月15日になった。
- OPコーナー2009年6月12日（27回）でルートの下屋があまりにひどかったので途中で大原にルートを降ろされるという異例の事態もあった。
- 2009年7月3日（29回）は、ふつおた祭りになり、コーナーは、ダイスケ180のみあった。
- 2009年8月21日は、公開録音の模様を配信した。23分35秒。

### 主題歌（ラジオ）
オープニングテーマ
「sympathizer」【前期】（1回目 - 11回目）
作詞・歌 - 栗林みな実 / 作曲・編曲 - 菊田大介
「Hyper positive!!」【後期】（12回目 - 29回目）
歌詞 - こだまさおり / 作曲 - 田代智一 / 歌 - 下屋則子・大原さやか

エンディングテーマ
「彩の無い世界」【前期】（1回目 - 11回目）
作詞 - yui / 作曲・編曲 - 橘尭葉 / 歌 - 妖精帝國
「裏道ブルース」【後期】（12回目 - 29、公録回目）
歌詞 - こだまさおり / 作曲 - UZA / 歌 - 浪川大輔